# جمية شعرية
الجُمِية الشعرية (باللاتينية: Phacelia ciliata) نوع نباتي ينتمي إلى جنس الجمية من الفصيلة الحمحمية.
موطنها ولاية كاليفورنيا وولاية باخا كاليفورنيا في المكسيك.